# HRT (behandling)
HRT (hormone replacement therapy, "hormonersättningsterapi" på svenska) är en läkemedelsbehandling där patienten får könshormoner i syfte att ersätta eller komplettera de befintliga.  
Det vanligaste användningsområdet är substitution av kvinnliga könshormon för att lindra klimakteriebesvär samt förebyggande av osteoporos hos kvinnor med särskilt hög risk och i Sverige syftar man framförallt på denna benämningen av HRT. Andra syften är behandling med kvinnligt respektive manligt könshormon för att uppnå en kvinnlig respektive manlig fenotyp hos personer som identifierar med det motsatta könet, alltså transpersoner (se hormonterapi (transsexualism)), samt manligt könshormon vid primär och sekundär hypogonadism, t.ex. som en del i det manliga åldrandet (jämför den omstridda "andropausen").

## Klimakteriebesvär
HRT för klimakteriebesvär kan bestå av östrogenbehandling, gestagenbehandling eller kombinationsbehandling. Fördelen med tillägget av gestagen är att det minskar den carcinogena effekten av östrogen på endometriet och således är gestagen inte indicerat hos kvinnor som är hysterektomerade, så vida de inte har diagnostiserad endometrios. Dock har man sett en ökad risk för bröstcancer med kombinationsbehandling under en längre tid jämfört med enbart östrogen. Med gestagen kan man också uppnå ett mer kontrollerat blödningsmönster, eftersom östrogen enbart ger oregelbundna s.k. genombrottsblödningar hos 30% av kvinnorna. Gestagentillägget kan även minska den nödvändiga dosen östrogen.
På grund av cancerriskern med östrogenbehandling används lägsta östrogendos och kortaste behandlingstid, men även lägsta möjliga dos gestagen. Tidigare antogs gestagen minska flera av riskerna med enbart östrogen, men detta har omvärderats av IARC som förordar restriktiv behandling också med kombinationspreparat.
Östrogener som används vid HRT innefattar östradiol, östradiolbenzoat, östradiolcypionat, östradiolvalerat, östriol, östron, östropipat, etinylöstradiol, mestranol, och blandade östrogenpreparat (konjugerade östrogener). Dessa kan administreras oralt (som tabletter) eller kutant (via huden som gel eller med plåster).

### Svenska behandlingsrekommendationer
I Sverige ges HRT enligt Läkemedelsverkets rekommendationer från 2004 som bygger på europeiska läkemedelsnämnens (CPMP) utredning om riskerna jämfört med nyttan med behandlingen. 

#### Indikationer
Den enda godkända indikationen i Sverige är vasomotoriska symptom, d.v.s. svettningar och värmevallningar, som ger uttalat sänkt livskvalitet. Andra vanliga klimakteriebesvär som sömnstörningar och depression är inte godkända indikationer, så vida de inte kan härledas till de vasomotoriska symptomen. (Källa?)

#### Regimer
Systemiska medelpotenta östrogener används enbart eller tillsammans med gestagen, som då ges cykliskt, sekventiellt eller kontinuerligt. Vid en cyklisk regim görs regelbundna uppehåll i östrogenbehandlingen, oftast en vecka per månad, och gestagenet ges under två veckor per månad. Vid "kombinerad sekventiell" behandling ges östrogen dagligen medan gestagen ges under specifika perioder i menstruationscykeln. I den "kontinuerliga kombinerade" regimen ges båda preparaten dagligen. En fjärde regim finns, en s.k. "långcyklisk" eller "utglesningsregim", där gestagenet endast ges under en period var 28:e till 70:e dag.
Vad gäller den cancerskyddande effekten av gestagen uppnås ett större skydd ju oftare det ges. Vid samtliga kombinationsregimer uppnås ett mer kontrollerat blödningsmönster och med kontinuerlig behandling avstannar menstruationerna helt, s.k. amenorré. Nära klimakteriet ger dock den kontinuerliga behandlingen snarare oförutsägbara blödningar och här rekommenderas cyklisk eller sekventiell behandling. Först två år efter klimakteriet använder man kontinuerlig behandling.

#### Kontraindikationer
HRT:s samtliga regimer är kontraindicerat hos kvinnor med behandlad bröstcancer, då man sett en ökat recidivfrekvens hos kvinnor som fått behandlingen. Det ges heller inte till kvinnor med diagnostiserad trombofili, eftersom de utsätts för en påtaglig risk för djup ventrombos. Kvinnor med planerade kirurgiska ingrepp med förväntad per- och postoperativ immobilisering bör inte få HRT under 4-6 veckor innan operationsdagen. Om detta inte är möjligt behandlas kvinnan med antikoagulantia under tiden som hon är immobiliserad. Behandlingen kan återupptas först efter att kvinnan är fullständigt mobiliserad.

## Osteoporos
Hos kvinnor med prematur ovariell insufficiens, d.v.s. permanent amenorré före 40 års ålder, rekommenderas kombinerad HRT fram tills kvinnan är 50 år för att minska risken för osteoporos. Detsamma gäller kvinnor som gått in i en kirurgisk menopaus efter en bilateral ooforektomi, d.v.s. borttagning av båda äggstockarna kirurgiskt. Ofta tas även livmodern bort och då är inte gestagentillägget indicerat.
För övriga kvinnor med osteoporos rekommenderas inte HRT som förstahandsval eftersom riskerna övervägar nyttan med behandlingen, framförallt p.g.a. att den frakturförebyggande effekten i högre åldrar (>65 år) endast kvarstår under aktiv behandling. HRT är därför endast indicerat som "förebyggande av osteoporos hos postmenopausal kvinna med hög risk för framtida fraktur, om hon inte tål eller har kontraindikationer mot andra läkemedel godkända för att förebygga osteoporos." Dessa andra läkemedel är supplementering med kalcium och vitamin D eller bisfosfonater.

## Hormonersättningsterapi vid transsexualism
Se Hormonterapi (transsexualism).

## Hypogonadism
Hypogonadism innebär bristfällig eller obefintlig produktion av testosteron från testiklarna hos mannen. Detta kan bero på flera orsaker som man delar in i primära eller sekundära, d.v.s. som härleds till själva testiklarna eller till hypotalamus-hypofysaxeln som står för stimuleringen av testiklarna.

### Primär hypogonadism
Ett exempel på en primär orsak är orkektomi, d.v.s. borttagning av testiklarna kirurgiskt. Borttagning av endast ena testikeln behöver inte innebära hypogonadism då andra testikeln kan kompensatoriskt öka sin produktion.

### Andropausen
Den minskade produktion som ses med åldern, ibland benämnt "andropausen", anses ha både primär och sekundär orsak eftersom man ser både nedsatt förmåga hos testiklarna att producera testosteron vid stimulering samtidigt som stimuleringen från hypotalamus minskar.